# Levélváltás
A Levélváltás Cseh Tamás és a Republic közös stúdióalbuma, amelyen egymás szerzeményeit dolgozták fel.

## Dalok
A Cseh–Bereményi páros szerzeményeit a Republic, míg Bódi László és Tóth Zoltán szerzeményeit Cseh Tamás adja elő.
1. Fehér babák (Cseh Tamás–Bereményi Géza)
2. Gyerek vagyok (Cipő)
3. Budapest (Cseh Tamás–Bereményi Géza)
4. Jópofa vagyok (Bódi László)
5. A jobbik részem (Cseh Tamás–Bereményi Géza)
6. Kék és narancssárga (Bódi László)
7. I love you so (Cseh Tamás–Bereményi Géza)
8. Hazudj még Nekem (Bódi László)
9. Pénzügyesek (Cseh Tamás–Bereményi Géza)
10. Valahogy másképp történt meg (Bódi László)
11. Tangó (Cseh Tamás–Bereményi Géza)
12. Elindultam szép hazámból… (Tóth Zoltán – Bódi László)

## Közreműködtek
- Cseh Tamás – ének
- Tóth Zoltán – Fender Telecaster gitár, A90 Roland Master keyboard
- Patai Tamás – Fender Stratocaster, Gibson Les Paul gitárok, akusztikus gitár, vokál
- Nagy László Attila – Premier dobok, ütőhangszerek
- Boros Csaba – Ibanez MC 940 fretless, Rickenbacker 4001 basszusgitárok, vokál
- „Cipő” – ének, zongora
- Szabó András – hegedű

## Toplistás szereplése
Az album kilenc héten át szerepelt a Mahasz Top 40-es eladási listáján, legjobb helyezése 6. volt.